# Số nguyên tố xuôi ngược
Số nguyên tố xuôi ngược là các số nguyên tố giữ nguyên giá trị dù đọc từ trái qua phải hay phải qua trái. Ví dụ 11, 101, 16561. Số nguyên tố xuôi ngược nổi tiếng nhất là số 1000000000000066600000000000001: số 1 rồi tới 13 số 0, tiếp theo là 666, lại tiếp 13 số 0 và kết thúc là 1. 666 chính là con số tượng trưng cho quỷ Satan trong Kinh Thánh. Số lượng 13 số 0 cũng là một con số được cho là xui rủi. Đây có thể coi là số nguyên tố xui xẻo nhất.

## Đặc điểm
Cũng tương tự với các cặp số nguyên tố sinh đôi, hiện nay vẫn chưa thể xác định số lượng số nguyên tố xuôi ngược là vô hạn hay không. Nó cũng ít được sử dụng trong toán học hơn số nguyên tố sinh đôi. Điểm khác biệt giữa hai loại, đó là một số nguyên tố có tính chất xuôi ngược hay không phụ thuộc hoàn toàn vào hệ đếm: những số nguyên tố xuôi ngược trong hệ nhị phân hoàn toàn khác trong hệ thập phân. Ví dụ số 31 không xuôi ngược trong hệ thập phân, nhưng trong hệ nhị phân nó là 1111, có tính chất xuôi ngược. Tuy nhiên, dù sử dụng hệ đếm nào thì các nhà toán học vẫn kết luận rằng số nguyên tố xuôi ngược là rất hiếm trong tập hợp các số xuôi ngược.